# پودموکلی (ناحیه کلاتووی)
پودموکلی (به چکی: Podmokly) یک منطقهٔ مسکونی در جمهوری چک است که در ناحیه کلاتووی واقع شده‌است. پودموکلی ۵٫۲۶ کیلومتر مربع مساحت و ۱۶۶ نفر جمعیت دارد و ۵۰۵ متر بالاتر از سطح دریا واقع شده‌است.